# Acetylacetonát ruthenitý
Acetylacetonát ruthenitý, zkráceně Ru(acac)3, je ruthenitý komplex s acetylacetonátovými (acac) ligandy, patřící mezi acetylacetonáty kovů. Je to tmavě fialová pevná látka rozpustná ve většině organických rozpouštědel. Používá se na přípravu dalších sloučenin ruthenia.

## Příprava
Acetylacetonát ruthenitý byl poprvé připraven v roce 1914, a to reakcí chloridu ruthenitého s acetylacetonem za přítomnosti hydrogenuhličitanu draselného.
Byly nalezeny i jiné způsoby přípravy, nejčastěji se však používá, mírně pozměněný, výše uvedený postup:
RuCl3•3H2O + MeCOCH2COMe → Ru(acac)3 + 3 HCl + 3 H2O

## Struktura a vlastnosti
Molekula této sloučeniny má symetrii typu D3. Šest atomů kyslíku okolo centrálního atomu ruthenia je uspořádáno v oktaedrické struktuře. Průměrná délka vazby Ru-O činí 200 pm.
Protože je Ru(acac)3 nízkospinový komplex, tak obsahuje jeden nespárovaný d elektron, v důsledku čehož má paramagnetické vlastnosti. Magnetická susceptibilita Ru(acac)3 je 3,032×10−6 cm3/mol a magnetický moment má hodnotu 1,66 μB.
Roztok acetylacetonátu ruthenitého v dimethylformamidu oxiduje pár ferrocen/ferrocenium při 0,593 a redukuje jej při -1,223 V.
Redukcí Ru(acac)3 za přítomnosti alkenů vznikají dialkenové komplexy. Tyto reakce se obvykle provádějí pomocí zinkového amalgámu ve vlhkém tetrahydrofuranu:
2 Ru(acac)3 + 4 alken + Zn → 2 Ru(acac)2(alken)2 + Zn(acac)2
Vzniklé sloučeniny patří mezi alkenové komplexy kovů a mohou být zpětně oxidovány:
Ru(acac)2(alken)2 ⇌ [Ru(acac)2(alken)2]+ + e−
Jednotlivé enantiomery Ru(acac)3 lze od sebe oddělit prostřednictvím příslušných aduktů s dibenzoyltartarátem.